# Santa Anna del Grau
Santa Anna del Grau és una església de Susqueda (Selva) inclosa a l'Inventari del Patrimoni Arquitectònic de Catalunya.

## Descripció
La capella de Santa Anna és un petit edifici d'una sola nau i una gran porta d'arc rebaixat format per dos cossos de semblants dimensions, el pòrtic i la capella. La coberta és de doble vessant a laterals i la planta és rectangular.
El pòrtic està cobert amb un sostre de bigues de fusta. Dins hi ha bancs i el portal d'entrada, emmarcat de pedra sorrenca i amb una llinda monolítica datada del 1640.
El conjunt no té campanar i l'aparell constructiu són pedres cantoneres ben tallades de sorrenca i maçoneria arrebossada de calcària desbastada.
Actualment ha estat restaurada i es troba en un estat de conservació molt bo.

## Història
Aquesta capella, ubicada al peu de la carretera que mena al santuari del Far, fou consagrada l'any 1498. El 1640 se li afegí un pòrtic d'entrada. El 1898 patí diverses reformes i el 1998, amb motiu del 500 aniversari de la seva consagració fou restaurada.